# بول كليمنت (مدرب كرة قدم)
بول كليمنت (بالإنجليزية: Paul Clement)‏ هو مدرب كرة قدم إنجليزي محترف من مواليد 8 يناير 1972 يدرب فريق سوانزي سيتي المُنافس في الدوري الإنجليزي الممتاز، عمِل بول كمساعد للمدرّب الإيطالي كارلو أنشيلوتي في أندية تشيلسي الإنجليزي، باريس سان جيرمان الفرنسي، ريال مدريد الإسباني وبايرن ميونخ الألماني، قبل أن ينتقل لتدريب نادي سوانزي سيتي في يناير 2017 خلفاً للمقال بوب برادلي.

## وصلات خارجية
- بول كليمنت على موقع قاعدة بيانات كرة القدم.إي يو (الإنجليزية)
- بول كليمنت على موقع عالم كرة القدم.نت (الإنجليزية)